# Мамби
Мамбите (Dendroaspis) са род змии от семейство Аспидови (Elapidae).

## Разпространение и местообитание
Тези змии са разпространени в Африка. Живеят по дърветата.

## Описание
Мамбите са най-бързите змии на света и могат да се придвижват много бързо със скорост около 18 km/h.
Много са отровни, като тяхната отрова съдържа невротоксини, които могат да се окажат фатални за човека, ако незабавно не се предприемат противоотровни мерки. Средно изхвърлят при ухапване между 60 mg и 120 mg отрова.

## Видове
- Източна зелена мамба (D. angusticeps)
- Мамба на Джеймсън (D. jamesoni)
- Черна мамба (D. polyepis)
- Западна зелена мамба (D. viridis)

Най-популярната от рода е Черна мамба. Тя съдържа много опасна невротоксична и кардиотоксична отрова, която може да убие човек за по-малко от 30 минути. Изключително бърза и смъртоносна змия. Има матов сивкаво-черен цвят и достига невероятните 4 м и 30 см дължина. Смята се за най-страховитата змия в Африка. Без противоотрова, човек, ухапан от черна мамба е обречен на смърт. Западна зелена мамба, източна зелена мамба и мамба на Джеймсън са също много отровни и опасни змии. Често се бъркат с бумсланг.